# Johnny Loftus
John Patrick Loftus, född 13 oktober 1895, död 23 mars 1976, var en amerikansk galoppjockey.

## Karriär
Loftus var den första jockeyn som tog titeln Triple Crown. Under sin karriär mellan 1909 och 1919, vann han 580 löp av de 2 449 han startade i, med en mycket anmärkningsvärd segerprocent på 23,7%. 1916 vann han Travers Stakes och Withers Stakes med "Spur" och segrade sedan i 1916 års upplaga av Kentucky Derby ombord på George Smith. 1917 vann han Kentucky Oaks med stoet Sunbonnet och 1918 red han War Cloud till seger i Preakness Stakes. Loftus red också Man o' War till seger i åtta löp, och till det enda nederlaget i hästens karriär, en andraplats i Sanford Memorial Stakes.
För tränaren H. Guy Bedwell och den kanadensiske ägaren J.K.L. Ross i Maryland, red Johnny Loftus Sir Barton till seger i 1919 års upplaga av Kentucky Derby, och endast fyra dagar senare segrade de även i Preakness Stakes. De fortsatte med att segra i Belmont Stakes, och blev med segern den första amerikanska Triple Crown-vinnaren någonsin. Loftus blev 1919 års amerikanska jockeychampion efter pengar, och gick i pension i slutet av tävlingssäsongen för att bli galopptränare. 1938 och 1939 fick han tränarframgångar med Pompoon som röstades fram till American Champion Two-Year-Old Colt 1936.
Loftus valdes in i National Museum of Racing och Hall of Fame 1959.
Johnny Loftus avled i Carlsbad, Kalifornien 1976.